# Cnemide
Cnemide o Cnemis (en griego, Κνημῖδες) designaba el nombre de un promontorio griego de Lócride y probablemente también era el nombre de un asentamiento. Debe distinguirse del monte Cnemis, que en la Antigüedad servía para dar nombre al territorio de Lócrida Epicnemidia.
Estrabón, además de citar el monte Cnemis, menciona una fortaleza natural que llama Cnemide y la ubica entre Dafnunte (a una distancia de veinte estadios) y Tronio. Podría ser el mismo lugar que la Cnemis citada en el Periplo de Pseudo-Escílax en una sucesión de ciudades costeras de Fócide a continuación de Tronio y antes de Elatea y Panopeo.